# Esko Männikkö
Esko Männikkö (né en 1959 à Pudasjärvi) est un photographe finlandais.
Il vit et travaille à Oulu.

## Début de carrière
Le Männikkö est un photographe autodidacte qui a commencé comme photographe amateur. Il a organisé sa première exposition personnelle en 1982 à Oulu, en Finlande. Männikkö a photographié en noir et blanc les villages et la vie dans le nord de la Finlande et à Kainuu. 
Après l'effondrement de l'Union soviétique, Männikkö a photographié la péninsule de Kola avec le photographe Pekka Turunen.
Les photos prises dans la région ont révélé pour la première fois au public l'ampleur des activités minières dans la région. Les photos ont été publiées non seulement dans la presse finlandaise, mais aussi dans l'exposition PEMOHT organisée avec Pekka Turunen, qui s'est tenue en 1993 à l'exposition d'art de Mourmansk.

## Percée internationale
La carrière de Männikko s'est révélée en 1995, lorsqu'il a été nommé Jeune artiste de l'année et a exposé au musée d'art de Tampere. La même année, Männikkö a organisé des expositions personnelles à la Morris Healey Gallery de New York et à la Galerie Nordenhake de Stockholm. Les magazines finlandais présentent les photographies de Männikkö montrant des hommes et des arrière-cours dans des régions reculées et réfléchissent à l'image de la Finlande dans une Europe en voie d'intégration.
À l'époque où les photographies de Männikko ont été publiées, la photographie est devenue un élément de l'art contemporain. Les photographies deviennent grandes et colorées. Männikkö est à l'origine de l'internationalisation de la photographie finlandaise.
La composition soignée et l'équilibre des couleurs dans les photographies de Männikkö ont été comparés aux peintures de Jan Vermeer. Souvent présentées comme des environnements panoramiques ou des séries thématiques, les photographies dépeignent des maisons énigmatiques dans le désert que l'artiste lui-même trouve visuellement stimulantes.
Männikkö a lui-même décrit son style en tant que photographe :
« Je suis un faiseur d'images et mon approche est plus déclarative qu'évaluative. J'essaie consciemment d'éviter toute influence. L'intellect est l'un des pires fléaux de l'homme, il vous oblige à réfléchir à ce que vous faites. C'est pourquoi je reste le plus souvent en retrait ».

## Prix et reconnaissance
En 1996, Männikko a reçu le prix culturel MTV et le prix Young Art Finland. En 2006, il a reçu le prix espagnol Ordonez-Falco International Photography Award.
Männikkö a remporté le prix de photographie Deutsche Börse 2008 pour son exposition rétrospective Coctails 1990 - 2007, qui a été présentée à Millesgården, Stockholm, à l'automne 2007. Männikkö a été nommé à l'automne 2007, les autres nommés étant les photographes John Davies, Jacob Holdt et Fazal Sheikh. Le prix vise à récompenser les principaux photographes et artistes internationaux de notre époque et à rehausser le profil de la photographie dans les arts visuels. D'une valeur de 30 000 livres sterling (39 000 euros), le prix vise à rehausser le profil de la photographie et du monde de l'art.
Männikko a reçu une pension d'artiste à partir de 2023.

## Expositions
- 2011 Galerie Nordenhake, Stockholm, Suède
- 2010 Galerie Nordenhake, Berlin, Allemagne
- 2010 Yancey Richardson Gallery, New York, USA
- 2010 Galeria OMR, Mexico, Mexique
- 2009 Galleria Suzy Shammah, Milan
- 2009 Bomuldsfabriken Kunsthall, Arendal
- 2009 Yancey Richardson Gallery, New York, USA
- 2009 Dogenhaus Galerie, Leipzig, Allemagne
- 2008 Kulturens Hus, Luleå and Kristianstads Konsthall, Kristianstad
- 2008 Nils Staerk Contemporary Art, Copenhague
- 2007 Millesgården, Lidingö, Suède
- 2007 Galerie Rodolphe Janssen, Bruxelles
- 2006 Yancey Richardson Gallery, New York, USA
- 2006 Galleria Suzy Shammah, Milan, Italie
- 2006 Retrospective exhibition, Kursaal Art Museum, Saint-Sébastien, Espagne
- 2006 Galerie Nordenhake, Berlin, Allemagne
- 2005 Galeria Estrany – De La Mota, Barcelone, Espagne
- 2005 Art & Public – Cabinet P.H., Genève, Suisse
- 2004 Finsk-norsk kulturinstitutt, Oslo, Norvège
- 2004 Galleria Suzy Shammah, Milan, Italie
- 2004 Galerie Rodolphe Janssen, Bruxelles, Belgique
- 2004 Galerie Nordenhake, Stockholm, Suède
- 2003 Galerie CENT8, Paris, France
- 2002 Flora & Fauna, Galerie Nordenhake, Berlin, Allemagne
- 2001 Galleria Monica de Cardenas, Milan, Italie
- 2001 Galerie Nordenhake, Stockholm, Suède
- 2000 Organized Freedom, Musée des beaux-arts de Oulu, Finlande
- 2000 Galeria Estrany-De La Mota, Barcelone, Espagne
- 2000 Galerie CENT8, Paris, France
- 2000 Galleri F 48, Stockholm, Suède
- 1999 Photographs 1980-1998, Centre Hasselblad, Göteborg, Suède
- 1998 Mexas, Galerie Nordenhake, Stockholm, Suède ; Valokuvakeskus Nykyaika, Tampere, Finlande ; Dogenhaus Projekte Berlin, Berlin, Allemagne
- 1998 White Cube, Londres, Grande-Bretagne
- 1997 Malmö Konsthall, Malmö, Suède
- 1997 Morris Healy Gallery, New York, USA
- 1997 Valokuvagalleria Hippolyte, Helsinki, Finlande
- 1996 Portikus, Francfort-sur-le-Main, Allemagne
- 1997 DE PONT foundation for contemporary art, Tilburg, Pays-Bas ; Lenbachhaus, Munich, Allemagne ; Société des Expositions du Palais des Beaux-Arts de Bruxelles, Bruxelles, Belgique
- 1996 Mexas, ArtPace, A Foundation for Contemporary Art, San Antonio, USA
- 1995 Young Artist of the Year, Musée des beaux-arts, Tampere, Finlande
- 1995 Morris Healy Gallery, New York, USA
- 1995 Galerie Nordenhake, Stockholm, Suède
- 1993 PEMOHT, (avec Pekka Turunen), Musée des beaux-arts de Mourmansk, Russie
- 1993 The Female Pike, Valokuvagalleria Hippolyte, Helsinki
- 1992 Home Visit, Rantagalleria, Oulu, Finlande
- 1982 Kun aika pysähtyy, Rantagalleria, Oulu, Finlande

## Distinctions
- Lauréat du Prix Deutsche Börse Photography en 2008